# Fulcaldea
Fulcaldea é um género botânico pertencente à família Asteraceae.